# 2024년 시리아 반군 공세
2024년 11월 27일, 레반트 해방위원회(HTS)가 이끄는 시리아 반군 세력이 시리아 알레포 리브 주에 주둔하는 친정부 시리아 아랍군 (SAA) 세력을 상대로 공세를 시작했다. 이 공세는 HTS에 의해 침략 억제(Deterrance of Agression)로 명명되었으며 알레포 서부 교외 지역에서 민간인에 대한 SAA의 포격 증가에 대한 보복으로 시작되었다. 이번 공세는 2020년 3월 이들리브 휴전 이후 시리아 반란군 세력이 처음으로 공격을 개시한 것이다.
2024년 11월 29일, 친정부 세력이 붕괴되는 가운데 시리아 반군 세력이 알레포주의 주 알레포에 입성하여 도시 대부분을 장악하였다.

## 같이 보기
- 알레포 전투 (2024년)
- 북서시리아 공세 (2019년 4월-8월)
- 북서시리아 공세 (2019년 12월~2020년 3월)